# Commune FC
Commune Football Club w skrócie Commune FC – burkiński klub piłkarski grający niegdyś w pierwszej lidze burkińskiej, mający siedzibę w mieście Wagadugu.

## Sukcesy
- I liga[1]:
  - mistrzostwo (1): 2007.

- SuperpucharBurkiny Faso[2]:
  - zwycięstwo (1): 2007.

## Występy w afrykańskich pucharach
| Sezon | Rozgrywki     | Runda   | Kraj    | Klub       | Dom | Wyjazd | Dwumecz |
| ----- | ------------- | ------- | ------- | ---------- | --- | ------ | ------- |
| 2008  | Liga Mistrzów | wstępna | Senegal | AS Douanes | 2–3 | 0–0    | 2–3     |

## Stadion
Domowe mecze klub rozgrywa na stadionie o nazwie Stadion 4 Sierpnia w Wagadugu, który może pomieścić 60000 widzów.

## Reprezentanci kraju grający w klubie
Stan na kwiecień 2023.
| - Assané Guimbou - Brahima Korbeogo - Préjuce Nakoulma | - Oumarou Ouédraogo - Moussa Traoré |